# Акимов, Игорь Андреевич
Игорь Андреевич Акимов (укр. Акімов Ігор Андрійович, 19 июля 1937, Киев — 7 апреля 2021, там же) — советский и украинский зоолог, доктор биологических наук, член-корреспондент Национальной академии наук Украины, заслуженный деятель науки и техники Украины. Директор Института зоологии им. И. И. Шмальгаузена НАН Украины (1987—2021).

## Биография
Игорь Андреевич Акимов родился 19 июля 1937 года Киеве. В 1960 году с отличием окончил Киевский государственный университет им. Т. Г. Шевченко. В 1965 году защитил кандидатскую, а в 1979 году — докторскую диссертации. С 1987 года занимал должность директора Института зоологии им. И. И. Шмальгаузена НАН Украины.

## научная деятельность
Акимов — зоолог широкого профиля, специалист по многим направлениям фундаментальной и прикладной акарологии, эволюционной и функциональной морфологии, экологии и эволюции животных и паразитологии.
Разработал и обосновал концепцию эволюционного и адаптивного тождества функциональных эффектов, возникающих на разной морфологической основе и в разных модусах органогенеза. Опираясь на эту концепцию, была построена иерархия уровней адаптации в соответствии с разными таксономическими рангами.
В результате исследований впервые было дано эколого-физиологическое обоснование направлений эволюции различных систем органов акароидних клещей и выявлены эколого-физиологические основы вредоносности этих членистоногих.
Разработки по функциональной и эволюционной морфологии обобщены в цикле статей и монографии «Биологические основы вредоносности акароидных клещей» (1985).
Изучение биологических особенностей хищных, паразитических и растительноядных клещей позволило Акимову вместе со своими учениками, основываясь на принципе совместного использования слабо конкурирующих за отличие жизненных стратегий (К и R- стратегии) двух видов хищников против одного вида вредителя, довести принципы отбора и применения перспективных для биологического метода защиты растений клещей акарифагов. Результаты этих теоретических разработок и практического воплощения отражены в цикле статей, практических рекомендаций и двух монографиях «Хищные и паразитические клещи-хейлетиды» (1990) и «Хищные клещи в закрытом грунте» (1991).
И. А. Акимовым при изучении клеща варроа — возбудителя опасного паразитарного заболевания пчел — варроатоза было обнаружены и изучены такие общезоологические проблемы, как механизмы преодоления вредного воздействия инбридинга, сезонный полиморфизм, изменчивость и его значение как мобилизационного резерва вида и тому подобное. Результаты этих фундаментальных и прикладных зоологических исследований отражены в цикле статей, монографий «Клещ варроа — возбудитель варрооза пчёл» (1988), которую переведен на английский язык, и «Пчелиный клещ Varroa jacobsoni» (1993), ставшей энциклопедией по проблеме варроатоза и охватывает все аспекты биологии возбудителя этой болезни.
Акимов является автором более 200 научных публикаций, среди которых 5 монографий, объединенных проблемой «Биологические особенности практически важных групп клещей».
Основал лабораторию акарологии. Усилиями ученого создана Украинская школа акарологом, направленная на решение фундаментальных и прикладных проблем акарологии.
Игорь Андреевич возглавляя общеинститутские проекты по проблемам охраны биоразнообразия и заповедного дела, выдвинул ряд важных идей относительно включения режимных территорий в сети заповедных земель, природоохранной конверсии военных полигонов. Как специалист и эксперт по этому делу он активно участвовал в создании соответствующих проектов законов Украины.
Много лет возглавлял Киевское общество охраны природы.
Член Бюро Отделения общей биологии НАН Украины, заместитель председателя Национальной комиссии по вопросам Красной книги Украины, Председатель Научного совета по проблемам заповедного дела и деятельности заповедников при ВВД НАН Украины. И. А. Акимов является Президентом Украинского научного общества паразитологов.
И. А. Акимов — главный редактор журнала «Вестник зоологии», входит в состав многих научных советов и обществ, неоднократно принимал участие в работе оргкомитетов и комиссий Национальной академии наук и международных научных организаций.
Ученый отмечен почетным званием «Заслуженный деятель науки и техники Украины» .